# Чон Сон Ок
У цьому корейському імені прізвище (Чон) стоїть перед особовим ім'ям.
Чон Сон Ок (кор. 정성옥, англ. Jong Song-ok; нар. 18 серпня 1974) — північнокорейська легкоатлетка, яка спеціалізувалася на марафонському бігу.
Чоловік — Кім Чон Вон (нар. 1973) — бронзовий призер Азійських ігор з марафонського бігу (1998).

## Спортивні досягнення
Учасниця олімпійського марафонського забігу на Іграх в Атланті (1996), в якому фінішувала 20-ю.
Чемпіонка світу з марафонського бігу (1999).
Фінішувала 2-ю на марафонах в Пхеньяні (1995, 1996) та 3-ю — на марафоні в Пекіні (1998).

## Визнання
- Герой КНДР
- Звання «Народний спортсмен» (1999)